# Bundesstraße 87
Pour les articles homonymes, voir B87 et Route 87.
La Bundesstraße 87 (abrégé en B 87) est une Bundesstraße reliant Francfort-sur-l'Oder à Ilmenau.

## Localités traversées
- Francfort-sur-l'Oder
- Müllrose
- Beeskow
- Lübben (Spreewald)
- Duben (de)
- Luckau
- Schlieben
- Herzberg
- Torgau
- Eilenbourg
- Leipzig, où elle rencontre la Bundesstraße 181.
- Markranstädt
- Lützen
- Weißenfels
- Naumbourg
- Bad Kösen
- Eckartsberga
- Apolda
- Mellingen
- Bad Berka
- Kranichfeld
- Stadtilm
- Ilmenau